# MacTutor History of Mathematics archive
Das MacTutor History of Mathematics Archive ist eine mehrfach prämierte Website der Universität St. Andrews in Schottland. Ihre Hauptautoren und Betreiber sind die Mathematiker John J. O’Connor und Edmund F. Robertson. Sie enthält insbesondere viele Biographien bedeutender historischer und zeitgenössischer Mathematiker sowie weitere Artikel zur Mathematikgeschichte.
Die Website entstand 1994 aus dem Mathematical MacTutor system, einer Art Mathematikdatenbank mit Hypertext, für die O’Connor und Robertson im selben Jahr den European Academic Software award gewonnen hatten. Dabei leitete sich der Name MacTutor aus der Tatsache ab, dass die erste Version für Macintosh-Computer mit der hypercard-Software entwickelt wurde. Bereits 1997 verfügte sie über 1162 Biographien und  Materialien im Umfang von insgesamt 28 Megabyte. 2015 umfasste die Website über 2.800 Biographien und war nach Angaben der Universität St. Andrews einer der meistbesuchten Mathematik-Websites. Die London Mathematical Society zeichnete in jenem Jahr ihre beiden Betreiber O’Connor und Robertson mit dem Hirst-Preis aus.